# Rosa squarrosa
Rosa squarrosa är en rosväxtart som först beskrevs av Rau, och fick sitt nu gällande namn av Alexandre Boreau. Rosa squarrosa ingår i släktet rosor, och familjen rosväxter. Inga underarter finns listade i Catalogue of Life.